# Copa del Generalíssim de futbol 1943-44
La Copa del Generalíssim de futbol 1943-44 va ser la 40ena edició de la Copa d'Espanya.

## Primera Ronda
20 de febrer.
| Equip 1                   | Marcador | Equip 2                    |
| ------------------------- | -------- | -------------------------- |
| UD Orensana               | 3-0      | Club Lemos                 |
| Club Berbés               | 4-1      | Club Turista               |
| Pontevedra CF             | 2-1      | Club Santiago              |
| SG Lucense                | 4-1      | Club Betanzos              |
| SD Ponferradina           | 3-0      | CD Leonés                  |
| Club Langreano            | 2-1      | CP La Felguera             |
| Real Juvencia             | 3-1      | RD Oriamendi               |
| CD Tánagra                | 6-1      | Real Avilés Club de Fútbol |
| Gimnástica de Torrelavega | 2-2      | SD Barreda Balompié        |
| Gimnástica D. Burgalesa   | 1-2      | CDFN Palencia              |
| Deportivo Alavés          | 4-0      | Tolosa CF                  |
| CD Vasconia               | 3-1      | Real Unión Club            |
| CD Izarra                 | 2-7      | Maestranza Aérea Logroño   |
| CD Tudelano               | 3-3      | CD Oberena                 |
| UD Huesca                 | 2-1      | SD Escoriaza               |
| UD Teruel                 | 2-0      | Español Arrabal            |
| CF Trujillo               | 1-3      | SD Emeritense              |
| Atlètic Balears           | 3-1      | Espanya de Llucmajor       |
| UD Salamanca              | 1-1      | AD Ferroviaria             |

- Desempat

| Equip 1                   | Marcador | Equip 2                   |
| ------------------------- | -------- | ------------------------- |
| SD Barreda Balompié       | 0-0      | Gimnástica de Torrelavega |
| AD Ferroviaria            | 6-2      | UD Salamanca              |
| Gimnástica de Torrelavega | 0-1      | SD Barreda Balompié       |

## Segona Ronda
27 de febrer.
| Equip 1                  | Marcador | Equip 2                     |
| ------------------------ | -------- | --------------------------- |
| UD Orensana              | 1-1      | SG Lucense                  |
| Club Berbés              | 3-0      | Pontevedra CF               |
| CDFN Palencia            | 3-1      | SD Ponferradina             |
| Club Langreano           | 3-1      | Real Juvencia               |
| SD Barreda Balompié      | 1-2      | CD Tánagra                  |
| CD Vasconia              | 0-3      | Deportivo Alavés            |
| CD Oberena               | 4-3      | Maestranza Aérea Logroño    |
| Club Sestao              | 6-1      | Club Erandio                |
| Cultural de Durango      | 0-3      | SD Indauchu                 |
| Atlético Zaragoza        | 2-2      | UD Huesca                   |
| Arenas de Zaragoza       | 1-1      | UD Teruel                   |
| Girona FC                | 3-3      | UE Figueres                 |
| CF Reus Deportiu         | 1-1      | Club Gimnàstic de Tarragona |
| FC Martinenc             | 1-2      | CE Júpiter                  |
| Lleida Balompié          | 1-0      | Terrassa FC                 |
| EC Granollers            | 1-0      | Atlètic Balears             |
| CD Acero                 | 2-1      | SD Sueca                    |
| CE Eldenc                | 1-0      | CD Almansa                  |
| Albacete Balompié        | 6-1      | CD Cieza                    |
| Alacant CF               | 4-1      | Crevillent Esportiu         |
| Cartagena CF             | 5-1      | Gimnástica Abad             |
| Lorca CF                 | 0-3      | Imperial Murcia             |
| Imperio CF               | 9-0      | CD Toledo                   |
| CD Manchego              | 3-2      | CD Mediodía                 |
| RSD Alcalá               | 4-0      | AD Ferroviaria              |
| CD Badajoz               | 2-0      | SD Emeritense               |
| Olímpica Jiennense       | 4-3      | Linares Deportivo           |
| Real Balompédica Linense | 1-2      | Algeciras CF                |
| UD Melilla               | 2-0      | Atlético Tetuán             |
| Hércules de Cádiz        | 4-0      | Coria CF                    |
| CD Córdoba               | 2-1      | CD Electromecánicas         |
| Recreativo Ónuba         | Retirat  | Real Club Victoria          |

- Desempat

| Equip 1                     | Marcador | Equip 2            |
| --------------------------- | -------- | ------------------ |
| SG Lucense                  | 0-4      | UD Orensana        |
| Club Gimnàstic de Tarragona | 0-1      | CF Reus Deportiu   |
| UE Figueres                 | 0-1      | Girona FC          |
| UD Huesca                   | 1-2      | Atlético Zaragoza  |
| UD Teruel                   | 2-3      | Arenas de Zaragoza |

## Tercera Ronda
5 de març.
| Equip 1                     | Marcador | Equip 2            |
| --------------------------- | -------- | ------------------ |
| SG Lucense                  | 2-3      | Club Berbés        |
| CDFN Palencia               | 4-0      | Club Langreano     |
| CD Tánagra                  | 2-1      | Club Sestao        |
| SD Indauchu                 | 0-1      | Deportivo Alavés   |
| UD Teruel                   | 6-1      | CD Oberena         |
| Lleida Balompié             | 4-0      | UD Huesca          |
| CE Júpiter                  | 3-0      | UE Figueres        |
| Club Gimnàstic de Tarragona | 2-0      | EC Granollers      |
| CD Acero                    | 6-2      | Alacant CF         |
| Albacete Balompié           | 1-0      | CE Eldenc          |
| Imperial Murcia             | 2-1      | Cartagena CF       |
| RSD Alcalá                  | 1-2      | Imperio CF         |
| CD Badajoz                  | 3-0      | CD Manchego        |
| Recreativo Ónuba            | 3-1      | Hércules de Cádiz  |
| Algeciras CF                | 1-2      | Olímpica Jiennense |
| CD Córdoba                  | 4-2      | UD Melilla         |

## Quarta Ronda
19 i 26 de març.
| Equip 1                  | Global | Equip 2                     | Anada | Tornada |
| ------------------------ | ------ | --------------------------- | ----- | ------- |
| CDFN Palencia            | 2-1    | Berbés CF                   | 2-0   | 0-1     |
| CD Tanagra               | 1-5    | CD Alavés                   | 1-2   | 0-3     |
| UD Teruel                | 4-3    | Lleida Balompié             | 4-0   | 0-3     |
| CE Júpiter               | 1-8    | Club Gimnàstic de Tarragona | 1-6   | 0-2     |
| CD Badajoz               | 1-2    | Onuba CF                    | 1-0   | 0-2     |
| Unión Olímpica Jiennense | 1-3    | CD Córdoba                  | 1-1   | 0-2     |
| Imperio CF               | 6-3    | CD Acero                    | 5-0   | 1-3     |
| Imperial CF              | 3-6    | Albacete Balompié           | 3-1   | 0-5     |

## Cinquena Ronda
2 i 9 d'abril.
| Equip 1                     | Global | Equip 2           | Anada | Tornada |
| --------------------------- | ------ | ----------------- | ----- | ------- |
| CDFN Palencia               | 5-3    | CD Alavés         | 5-0   | 0-3     |
| Club Gimnàstic de Tarragona | 4-1    | UD Teruel         | 3-0   | 1-1     |
| Imperio CF                  | 1-4    | Albacete Balompié | 0-2   | 1-2     |
| CD Córdoba                  | 5-2    | Recreativo Ónuba  | 4-0   | 1-2     |

## Sisena Ronda
16 i 23 d'abril.
| Equip 1           | Global | Equip 2                     | Anada | Tornada |
| ----------------- | ------ | --------------------------- | ----- | ------- |
| CDFN Palencia     | 3-4    | Club Gimnàstic de Tarragona | 2-1   | 1-3     |
| Albacete Balompié | 3-6    | CD Córdoba                  | 1-0   | 2-6     |

## Setzens de final
30 d'abril i 7 de maig.
| Equip 1          | Global | Equip 2                     | Anada | Tornada |
| ---------------- | ------ | --------------------------- | ----- | ------- |
| Cultural Leonesa | 3-7    | Celta de Vigo               | 2-2   | 1-5     |
| Real Oviedo CF   | 8-4    | Real Santander              | 8-1   | 0-3     |
| Reial Valladolid | 1-7    | RC Deportivo de La Coruña   | 0-0   | 1-7     |
| Arenas de Getxo  | 5-4    | Real Gijón CF               | 2-0   | 3-4     |
| Barakaldo AH     | 3-4    | Athletic Club               | 1-0   | 2-4     |
| CA Osasuna       | 2-5    | Reial Societat              | 1-3   | 1-2     |
| Zaragoza FC      | 3-7    | València CF                 | 3-2   | 0-5     |
| RCD Espanyol     | 2-2    | Club Gimnàstic de Tarragona | 2-1   | 0-1     |
| CE Sabadell      | 6-3    | RCD Mallorca                | 6-2   | 0-1     |
| CE Constància    | 1-4    | FC Barcelona                | 0-0   | 1-4     |
| CE Castelló      | 5-3    | CE Alcoià                   | 3-0   | 2-3     |
| Hèrcules CF      | 0-3    | Reial Múrcia                | 0-1   | 0-2     |
| Reial Madrid CF  | 8-3    | Real Betis Balompié         | 4-2   | 4-1     |
| CD Córdoba       | 4-10   | Atlético Aviación           | 2-3   | 2-7     |
| Sevilla CF       | 4-1    | Jerez CF                    | 3-0   | 1-1     |
| SD Ceuta         | 4-5    | Granada CF                  | 3-3   | 1-2     |

- Desempat

| Equip 1      | Marcador | Equip 2                     |
| ------------ | -------- | --------------------------- |
| RCD Espanyol | 2-1      | Club Gimnàstic de Tarragona |

## Vuitens de final
14 i 21 de maig.
| Equip 1           | Global | Equip 2                   | Anada | Tornada |
| ----------------- | ------ | ------------------------- | ----- | ------- |
| Atlético Aviación | 6-3    | Celta de Vigo             | 4-0   | 2-3     |
| Granada CF        | 2-0    | Reial Madrid              | 0-0   | 2-0     |
| RCD Espanyol      | 3-2    | Reial Societat            | 2-1   | 1-1     |
| València CF       | 6-2    | RC Deportivo de La Coruña | 2-0   | 4-2     |
| Sevilla CF        | 6-3    | FC Barcelona              | 5-2   | 1-1     |
| Reial Múrcia      | 4-3    | Real Oviedo CF            | 1-2   | 3-1     |
| Arenas de Getxo   | 1-10   | Athletic Club             | 1-6   | 1-4     |
| CE Castelló       | 2-4    | CE Sabadell               | 0-1   | 2-3     |

## Quarts de final
28 de maig i 4 de juny.
| Equip 1       | Global | Equip 2           | Anada | Tornada |
| ------------- | ------ | ----------------- | ----- | ------- |
| Sevilla CF    | 3-5    | Atlético Aviación | 3-2   | 0-3     |
| Athletic Club | 6-2    | Granada CF        | 6-1   | 0-1     |
| Reial Múrcia  | 7-4    | RCD Espanyol      | 5-2   | 2-2     |
| CE Sabadell   | 2-8    | València CF       | 1-2   | 1-6     |

## Semifinals
11 i 18 de juny.
| Equip 1           | Global | Equip 2       | Anada | Tornada |
| ----------------- | ------ | ------------- | ----- | ------- |
| Atlético Aviación | 3-3    | Athletic Club | 3-1   | 0-2     |
| València CF       | 8-1    | Reial Múrcia  | 3-0   | 5-1     |

- Desempat

| Equip 1           | Marcador | Equip 2       |
| ----------------- | -------- | ------------- |
| Atlético Aviación | 2-3      | Athletic Club |

## Final
| Athletic Club            | 2 - 0 | València CF |
| ------------------------ | ----- | ----------- |
| Zarra 30' · Escudero 44' |       |             |

## Campió
| Campions de la Copa d'Espanya 1944 |
| ---------------------------------- |
| · Athletic Club · 15è títol        |